# Талец (приток Званы)
Талец — ручей в России, правый приток Званы.
Исток находится на территории Ёгонского сельского поселения Весьегонского района Тверской области около деревни Мордкино. Однако в основном река протекает по территории Сошневского муниципального образования Устюженского района Вологодской области. Исток реки находится на достаточно большой высоте, более 150 м от уровня моря. Река течёт сначала на северо-запад, а затем на северо-восток, огибая вытянутую вдоль реки Звана возвышенность, на которой расположены Большое Овсянниково (Тверская область), Славынево (Вологодская область) и другие деревни. Населённых пунктов на самой реке нет. Обогнув Славынево, река впадает в Звану справа, северо-восточнее деревни, в 32 км от устья. Длина реки составляет 10 км.

## Данные водного реестра
По данным государственного водного реестра России относится к Верхневолжскому бассейновому округу, водохозяйственный участок реки — Рыбинское водохранилище до Рыбинского гидроузла и впадающие в него реки, без рек Молога, Суда и Шексна от истока до Шекснинского гидроузла, речной подбассейн реки — Реки бассейна Рыбинского водохранилища. Речной бассейн реки — (Верхняя) Волга до Куйбышевского водохранилища (без бассейна Оки).
Код объекта в государственном водном реестре — 08010200412210000005204.

## Топографическая карта
- Лист карты O-37-38 им  Желябова. Масштаб: 1 : 100 000. Состояние местности на 1985 год. Издание 1989 г.